# RheinStars Köln
O RheinStars Köln é um clube profissional de basquetebol masculino com sede na cidade de Colônia, Renânia do Norte-Vestfália, Alemanha que atualmente disputa a 2.Bundesliga ProB, correspondente a quarta divisão germânica. O clube manda seus jogos no MotorWorld Köln com capacidade para 1.700 espectadores.

## Histórico de Temporadas
| Temporada | Nível | Liga           | Pos. | Resultado         |
| --------- | ----- | -------------- | ---- | ----------------- |
| 2013-14   | 5     | 2.Regionalliga | 1º   | Promovido         |
| 2014–15   | 4     | Regionalliga   | 1º   | Promovido         |
| 2015–16   | 2     | ProA           | 12   |                   |
| 2016–17   | 2     | ProA           | 8    | Quartas de Finais |
| 2017–18   | 2     | ProA           | 4    | Oitavas de finais |
| 2018-19   | 3     | ProB           | 12º  |                   |
| 2019-20   | 4     | Regionalliga   |      |                   |
| 2020-21   | 3     | ProB           | 9º   |                   |
| 2021-22   | 3     | ProB           | 11º  |                   |
| 2022-23   | 3     | ProB           | 6º   | Oitavas de finais |
| 2023-24   | 3     | ProB           | 1º   | Finalista         |
| 2024-25   | 3     | ProB           | 2º   | Oitavas de finais |
| 2025-26   | 2     | ProA           |      |                   |

## Títulos
- Liga Alemã: (1)
  - 2005–06
- Copa da Alemanha: (3)
  - 2004, 2005, 2007
- Copa dos Campeões BBL: (1)
  - 2006

## Ligações Externas
- RheinStars Köln no Facebook
- RheinStars Köln no X
- RheinStars Köln no Instagram
- Canal de RheinStars Köln no YouTube